# Distrikt Providencia
Der Distrikt Providencia ist einer der 23 peruanischen Distrikte, die die Provinz Luya in der Region Amazonas bilden. Der Distrikt hat eine Fläche von 71,22 km². Die Einwohnerzahl betrug beim Zensus 2017 1316. Die Distriktverwaltung befindet sich in dem Dörfchen Providencia.
Providencia befindet sich in einer sehr heißen Gegend, am Hang oberhalb des Flusses Marañón.
Im Distrikt Providencia befinden sich zahlreiche Ruinen des Volkes der Chachapoya.
Um nach Providencia zu gelangen, muss man mit dem Auto bis Ocallí fahren und von dort aus zu Fuß gehen, Providencia selbst hat keinen Zugang zur Straße.
Das Dorffest in Providencia findet am 17. Juli statt.
Der Distrikt Providencia gehört zur Kirchengemeinde Ocallí.
Der größte Teil der Bewohner des Distriktes lebt vom Anbau von Kaffee und Coca.

## Geographische Lage
Im Norden grenzt der Distrikt Providencia an den Distrikt Pisuquía, den Distrikt Camporredondo und den Distrikt Ocallí, im Osten an den Distrikt Ocumal und im Südwesten an den Distrikt Choropampa.

## Dörfer und Gehöfte im Distrikt Providencia
- Providencia
- Huingo
- Gramalote
- San Antonio
- Cruz Lomas
- Lima Yacu
- El Carmelo
- Nuevo Chota
- Hondul
- Las Palmas
- San Pedro
- La Playa Jumith
- Trapichepampa
- Chirapa
- Huidac
- La Libertad